# 绿喉宝石蜂鸟
绿喉宝石蜂鸟（学名：Lampornis viridipallens），是雨燕目蜂鸟科的一种鸟类。
绿喉宝石蜂鸟体重约5.33克，翼长约63.4毫米，嘴峰长约22.7毫米，喙宽度约2.1毫米，喙厚度约2.1毫米，跗蹠长约5.9毫米，尾长约40毫米。绿喉宝石蜂鸟在其分布区内为留鸟，其栖息在密集的高大树木组成的森林中，食性为草食性，主要食物来源是植物的花蜜。

## 亚种
- ：分布于墨西哥南部瓦哈卡州的Cerro Baúl。
- ：分布于墨西哥南部恰帕斯州和危地马拉西北部的高原地区。
- ：分布于危地马拉、萨尔瓦多北部和洪都拉斯西部的高原地区。
- ：分布于萨尔瓦多热带地区。[4]